# Se io lavoro/Storia o leggenda
Se io lavoro/Storia o leggenda è il singolo estratto dall'album Storia o leggenda (1977) delle Orme.
Aldo Tagliapietra dichiara a proposito del verso introduttivo Se io lavoro è perché non so che fare di essere stato colpito da questa frase leggendo un articolo di Maurizio Costanzo in una rivista, il che gli avrebbe fornito l'ispirazione per ideare il ritratto del protagonista della canzone. In seguito, gli arrangiamenti particolari delle tastiere di Tony Pagliuca avrebbero cambiato di molto la fisionomia del pezzo, che per le sonorità si distingue in maniera chiara anche da tutti gli altri pubblicati nell'album. Nel 1978, viene proposto in un filmato in cui i quattro musicisti si arrampicano su di un'impalcatura; nel 1979, in seguito agli sviluppi musicali delle Orme, il pezzo viene riarrangiato in versione classicheggiante con l'ausilio di vibrafono e strumenti ad arco, conservando però il tipico glissando finale.
Il retro del singolo, Storia o leggenda, disegna in pochi tratti il dramma dell'esistenza in un'atmosfera di carattere onirico e kafkiano, concordemente a quella creata dal pittore Walter Mac Mazzieri per il dipinto pubblicato sulla copertina del disco.
Come accade in alcuni altri casi nella discografia del complesso, il singolo ottiene piazzamenti in classifica inferiori rispetto a quelli dell'album.

## Formazione
- Tony Pagliuca – tastiere,
- Aldo Tagliapietra – voce, basso
- Michi Dei Rossi – batteria
- Germano Serafin - chitarra